# La Rovirada
La Rovirada és el nom que rep l'acció militar que permeté recuperar el castell de San Ferran de Figueres per part de les forces resistents a l'exèrcit napoleònic durant la guerra del Francès, l'11 d'abril del 1811. L'acció, basada en la sorpresa d'una entrada al castell facilitada per infiltrats, va ser comandada pel sacerdot i ex-coronel de l'exèrcit espanyol Francesc Rovira i Sala.